# 卡尼德卢 (加亚新城)
卡尼德卢是葡萄牙波尔图区的一个堂区。总面积8.05平方公里，总人口23737人，人口密度2948.7人/平方公里。